# 古城镇 (阳高县)
古城镇是中华人民共和国山西省大同市阳高县下辖的一个镇，由原古城镇、下神峪乡合并而来。许家窑遗址即位于该镇许家窑村。

## 行政區劃
古城镇下辖以下地区：
古城村、许家窑村、赵家村、鲁家湾村、单家窑村、东靳家洼村、西靳家洼村、下娘城村、靳娘城村、下辛庄村、郝家窑村、上辛庄村、西要泉村、寺塔村、昝娘城村、上娘城村、水泉洼村、下神峪村、碾儿屯村、靳家窑村、东雷庄村、西雷庄村、上神峪村、彭家窑村、南仁窑村、麦早村、赵石庄村、箭插村和新山庄村。